# Kolchoz

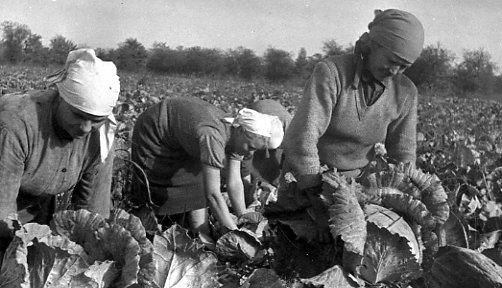
Sklizeň zelí na kolchoze, 1938.

Kolchoz (rusky колхо́з) byla v SSSR forma kolektivního zemědělství, obdobná jako JZD v ČSSR. Druhou formou pak byly státní tzv. sovchozy.
Název pocházel ze zkratky výrazu коллекти́вное хозя́йство (kollektivnoje chozjajstvo), neboli kolektivní hospodářství. Později se ujal pro kolektivní zemědělství.
Kolchozy byly vytvářeny násilně ve 20. a 30. letech vládou SSSR vyvlastňováním půdy soukromých zemědělců. Lidé, kteří na kolchozu pracovali, se nazývali kolchozníci. Nebyli placeni, odměnou za práci jim bylo to, co vypěstovali v poměru s odpracovanou dobou. Kromě toho také mohli mít jeden akr vlastní půdy a pár zvířat.
| Rok  | Počet kolchozů | Počet sovchozů | Výměra kolchozů [ha] | Výměra sovchozů [ha] | Podíl kolchozů | Podíl sovchozů | Podíl domácností |
| ---- | -------------- | -------------- | -------------------- | -------------------- | -------------- | -------------- | ---------------- |
| 1960 | 44 000         | 7 400          | 6 600                | 26 200               | 44 %           | 18 %           | 38 %             |
| 1965 | 36 300         | 11 700         | 6 100                | 24 600               | 41 %           | 24 %           | 35 %             |
| 1970 | 33 000         | 15 000         | 6 100                | 20 800               | 40 %           | 28 %           | 32 %             |
| 1975 | 28 500         | 18 100         | 6 400                | 18 900               | 37 %           | 31 %           | 32 %             |
| 1980 | 25 900         | 21 100         | 6 600                | 17 200               | 35 %           | 36 %           | 29 %             |
| 1985 | 26 200         | 22 700         | 6 500                | 16 100               | 36 %           | 36 %           | 28 %             |
| 1990 | 29 100         | 23 500         | 5 900                | 15 300               | 36 %           | 38 %           | 26 %             |

Zdroj: Statistická ročenka SSSR z různých let, Státní statistický výbor SSSR v Moskvě.